# Route nationale 11 (Luxemburg)
Die Nationalstraße 11 oder kurz N11, im Volksmund auch nach ihrem Verlauf als „Echternacher Straße“ bekannt, ist eine die Kantone Luxemburg, Grevenmacher und Echternach verbindende, sehr stark befahrene luxemburgische Hauptverkehrsader.
Die heutige Gesamtlänge der N11 (seit 1970 zusätzlich ) beläuft sich auf ca. 31,5 km.

## Aktueller Verlauf
Die N11 beginnt in Luxemburger Stadtteil Eich (Abzweigung von der N ) und verläuft dann aus über die Umfahrung Dommeldingen (Dummeldenger Contournement) und weiter in nordöstlicher Richtung über Niederanven-Waldhof, die neue Umfahrung Gonderingen (Contournement de Gonderange); im September 2015 für den Verkehr geöffnet und die Orte Junglinster, Graulinster umfährt und führt weiter durch die Orte Bech, Wolpert, den Michelshof und Lauterborn bis nach Echternach.
In Echternach bildet die N11 mit der N  eine Kreuzung, bevor sie dann auf der alten Sauerbrücke endet um auf deutscher Seite nahtlos in die B 257 /  überzugehen.

## Historische Entwicklung der N11
- Die Straße von Luxemburg (Stadt) nach Echternach wurde in Etappen zwischen 1844 und 1849 gebaut;
- In den 1950er-Jahren ist die Europastrooss E42von Saarbrücken über Remich auf der Trasse der N  in Richtung Luxemburg (Stadt) geführt worden. Von Luxemburg (Stadt) aus verlief sie weiter über die heutige N11 bis nach Echternach und von der Grenze  Luxemburg/ Deutschland an weiter in Richtung Köln;
- Ab den 1970'er Jahren wurde der Echternacher Straße dann aber mit der Widmung als eine eigene Europastraßennummer vergeben;
- Von 1958 bis Anfang der 1980'er Jahre hat die N11 auch den Abschnitt von der Brennerei über Eisenborn bis nach Fels umfasst, dieser Abschnitt ist heute jedoch zur CR 119 umklassifiziert;
- Von 1989 ist in der amtlichen topographischen Karte neben der  auch die Bezeichnung N11 zu finden; in der offiziellen Karte aus 2000 taucht jedoch nur noch die Bezeichnung N11 auf;
- Aus dem Ast Echternacher Straße der E27 ist im Laufe der Jahre die  entstanden, die heute noch zwischen dem Verteiler Grünewald an Echternach als N11 verläuft;
- Nachdem die Umfahrung von Dommeldingen (Contournement) für den Verkehr freigegeben worden war, bekam sie den Status der N11, außerdem wurde ein Abschnitt zwischen der Klinik Luxemburg-Eich und dem früheren Charlys Gare zum Chemin Repris (CR 233) bzw. einer Gemeindestraße herabgestuft;
- In den 1980/90'er Jahren wurde die Trassierung der N11 auf dem Gebiet der Gemeinden Gonderingen, Junglinster und Graulinster erneut angepasst.
- Seit dem 18. September 2015 läuft der Transitverkehr nicht mehr durch Junglinster, sondern über die neue Umfahrung, die zwischen Gonderingen und Junglinster beginnt, über den Viadukt von Junglinster führt und ein Stück nach der Kreuzung mit der CR121 wieder auf die alte Straße mündet. Seit Inkrafttreten des Gesetzes vom 15. Dezember 2021 über das Reclassement vum Straßennetz[1] verläuft die offizielle Trasse der N11 nicht mehr durch Junglinster, sondern über die neue Umgehungsstraße. Die Traversée durch Junglinster ist zeitgleich auf das Niveau eines „Chemin repris“ (CR 121A) herabgestuft worden[1];
- Mittels des gleichen Gesetzes wurde auch ein Teil der Route de Luxembourg im Gemeindegebiet Lauterborn zur Gemeindestraße deklassiert'[1].

## Seitenäste

### N11A
Der Seitenast N  zweigt von der N10 über die Sauerbrücke bis auf die deutsche Seite der Sauer und ist rund 800 m lang.

### N11B
Der Ast N  zweigt von der N10 bei der Kläranlage Echternach und verläuft über 300 m bis zum Kreisverkehr mit der N11A.

### N11E und N11F
Die N  und N  sind jeweils kurze seitlich angebaute Zubringerrampen zur N11 mit Betriebslängen von wenigen Metern.

## Bildergalerie

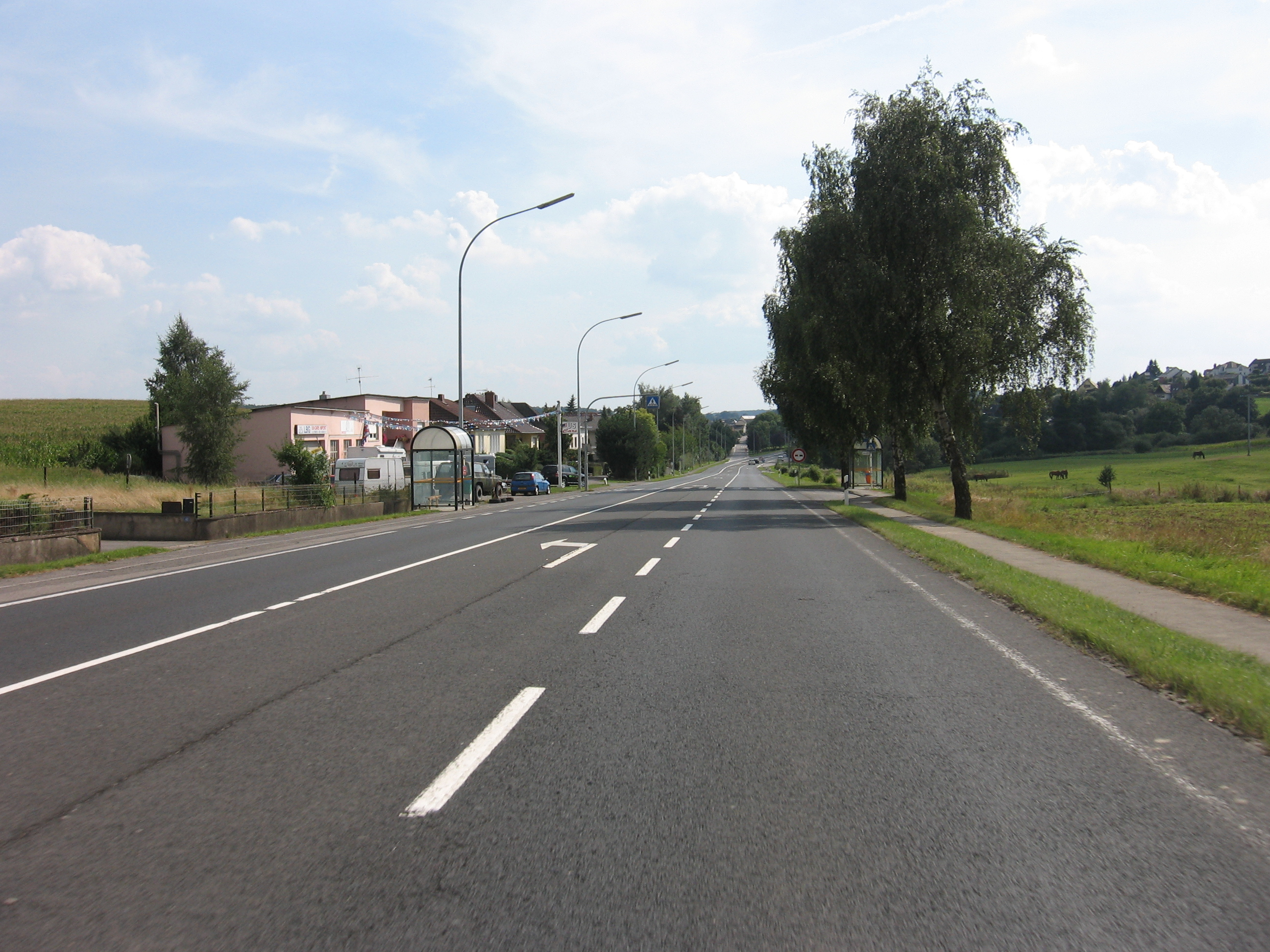
Die Umfahrung zwischen Gonderingen und Junglinster (Contournement de Gonnerange)
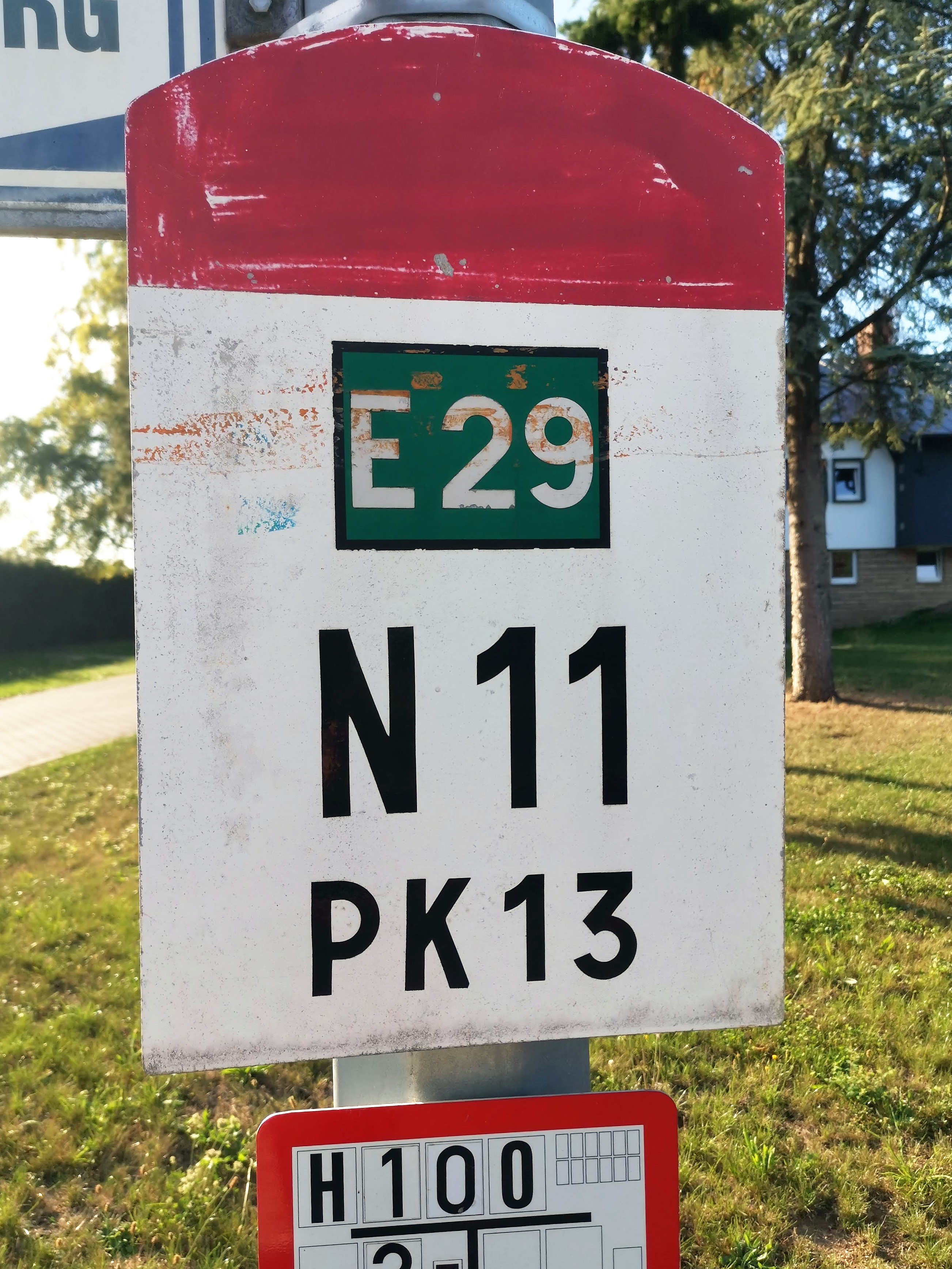
Ein Schild als Kilometersteen in der Nähe von Gonderingen